# Corrado Sanguineti
Corrado Sanguineti (Milano, 7 novembre 1964) è un vescovo cattolico italiano, dal 16 novembre 2015 vescovo di Pavia.

## Biografia
Nasce a Milano, città capoluogo di provincia e sede arcivescovile, il 7 novembre 1964. Si trasferisce in Liguria in giovane età.

### Formazione e ministero sacerdotale
Dopo aver frequentato il liceo classico "Federico Delpino" di Chiavari, nel 1983 entra nel seminario vescovile di Chiavari seguendo i corsi alla sezione di Genova della Facoltà teologica dell'Italia settentrionale, dove consegue il baccellierato in teologia.
Il 30 ottobre 1988 è ordinato presbitero dal vescovo Daniele Ferrari.
Dopo l'ordinazione ottiene la licenza di docenza in Sacra Scrittura al Pontificio Istituto Biblico di Roma e il dottorato in teologia biblica alla Pontificia Università della Santa Croce in Roma.
Tornato in diocesi, è vicario parrocchiale della parrocchia di San Giuseppe di Piani di Ri e parroco di San Lorenzo di Levaggi, dal 1989 al 1992. Dal 1999 al 2004 è presidente della consulta diocesana per la pastorale giovanile e membro del centro diocesano di vocazione. Dal 2000 al 2004 è membro del consiglio pastorale diocesano. Nel 2005 è nominato pro-vicario generale della diocesi di Chiavari, direttore, docente dell'Istituto di Scienze Religiose "Mater Ecclasiae" di Chiavari e membro del consiglio presbiterale diocesano, del collegio dei consultori e del consiglio pastorale diocesano.
Fino al 2013 è parroco delle parrocchie di San Colombano in Vignale e di San Martino del Monte in San Colombano Certenoli. A partire dal 1º novembre 2013 ricopre l'incarico di prevosto della cattedrale di Nostra Signora dell'Orto a Chiavari.

### Ministero episcopale
Il 16 novembre 2015 papa Francesco lo nomina vescovo di Pavia; succede a Giovanni Giudici, dimessosi per raggiunti limiti di età. Il 9 gennaio 2016 riceve l'ordinazione episcopale, nella cattedrale di Nostra Signora dell'Orto a Chiavari, per l'imposizione delle mani del cardinale Angelo Bagnasco, co-consacranti i vescovi Alberto Tanasini e Giovanni Giudici. Il 24 gennaio successivo prende possesso canonico della diocesi, nella cattedrale di Pavia.
Presso la Conferenza episcopale lombarda è delegato per i beni culturali, per il diaconato e per l'edilizia di culto.

## Genealogia episcopale
La genealogia episcopale è:
- Cardinale Scipione Rebiba
- Cardinale Giulio Antonio Santori
- Cardinale Girolamo Bernerio, O.P.
- Arcivescovo Galeazzo Sanvitale
- Cardinale Ludovico Ludovisi
- Cardinale Luigi Caetani
- Cardinale Ulderico Carpegna
- Cardinale Paluzzo Paluzzi Altieri degli Albertoni
- Papa Benedetto XIII
- Papa Benedetto XIV
- Papa Clemente XIII
- Cardinale Enrico Benedetto Stuart
- Papa Leone XII
- Cardinale Chiarissimo Falconieri Mellini
- Cardinale Camillo Di Pietro
- Cardinale Mieczysław Halka Ledóchowski
- Cardinale Jan Maurycy Paweł Puzyna de Kosielsko
- Arcivescovo Józef Bilczewski
- Arcivescovo Bolesław Twardowski
- Arcivescovo Eugeniusz Baziak
- Papa Giovanni Paolo II
- Cardinale Carlo Maria Martini, S.I.
- Cardinale Dionigi Tettamanzi
- Cardinale Angelo Bagnasco
- Vescovo Corrado Sanguineti

## Araldica
| Stemma | Descrizione |
| ------ | --- |
|        | Il motto prescelto «Mater Mea Fiducia Mea» evidentemente ha un rimando a Maria e esprime l'affidamento a lei come madre premurosa e fedele. Nella parte alta dello stemma è rappresentata la "M" di Maria, rappresentata con foglie di ulivo, in memoria di Nostra Signora dell'Ulivo, titolo con cui è venerata la Vergine dal 936 nella Parrocchia di Santa Maria di Bacezza in Chiavari, parrocchia nella quale Mons. Corrado Sanguineti è cresciuto con la sua famiglia e dove ha celebrato la sua Prima Messa da sacerdote novello. Il fondo azzurro rimanda sempre alla devozione a Maria: inoltre i due colori, verde e azzurro, anche se in tonalità più forti, sono propri del Comune di Chiavari e anche del Comune di San Colombano Certenoli, sede delle due parrocchie di S. Colombano di Vignale e di S. Martino del Monte, dove Mons. Sanguineti è stato Parroco dal 1996 al 2013. Nella parte bassa dello Stemma, sullo sfondo oro, a sinistra per chi guarda, sono rappresentati i cinque pani e i due pesci, con riferimento alla figura di San Siro, primo vescovo e patrono della diocesi di Pavia: secondo una tradizione egli sarebbe da identificarsi con il ragazzo che offrì i cinque pani e i due pesci per la moltiplicazione operata da Gesù sulle rive del lago. Nel comparto a destra, il calice, sormontato dall'ostia, oltre ad essere un chiaro simbolo eucaristico, richiama il Sangue di Cristo nel segno del vino consacrato, e il cognome di Mons. Sanguineti contiene in se stesso la parola "sangue". |

## Onorificenze
Il 6 settembre 2016 in una cerimonia pubblica con seduta del Consiglio comunale in occasione di Expo Fontanabuona Tigullio è stato insignito della cittadinanza onoraria del comune di San Colombano Certenoli, dove è stato parroco per 17 anni.
Il 27 novembre 2021 riceve dal Delegato SMOM di Lombardia Niccoló d’Aquino di Caramanico la benemerenza Gran croce pro piis meritis del Sovrano Militare Ordine di Malta durante la celebrazione della s. Messa mensile del gruppo SMOM-CISOM di Pavia presso l’Istituto “Pertusati”.